# Emdenimyia meyersi
Emdenimyia meyersi är en tvåvingeart som först beskrevs av Charles Howard Curran 1938.  Emdenimyia meyersi ingår i släktet Emdenimyia och familjen köttflugor.
Artens utbredningsområde är Guyana. Inga underarter finns listade i Catalogue of Life.